# Darrell Grierson
Darrell Philip Grierson (sinh ngày 13 tháng 10 năm 1968) là một cầu thủ bóng đá người Anh, từng thi đấu ở vị trí thủ môn tại Football League cho Tranmere Rovers.